# Коммунистическое восстание в Германии в октябре 1923 года
Коммунистическое восстание в Германии в октябре 1923 года — план Исполнительного комитета Коммунистического Интернационала (международной организации, полностью финансировавшейся руководством СССР, призывавшей к мировой революции во всех странах планеты в соответствии с популистским лозунгом «Пролетарии всех стран, соединяйтесь!») осуществить вооружённое восстание с целью захвата власти немецкими коммунистами в Веймарской республике в 1923 году. Революция была запланирована на октябрь-ноябрь 1923 года, но была предотвращена в результате слабой организационной работы российских и германских коммунистов, а также оперативно-тактических превентивных действий военных частей Рейхсвера.

## Ситуация в Германии
Работавший в первой половине 1920-х годов в Мюнхене американский дипломат Роберт Мёрфи в своих мемуарах писал: «Самое ужасное, что мне довелось наблюдать, пока я находился в Мюнхене, была безудержная инфляция, пожравшая сбережения нескольких поколений самых достойных и обеспеченных людей и повергнувшая миллионы граждан в состояние безысходного отчаяния. Эта инфляция, по моему мнению, больше, чем что-либо другое, способствовала приходу гитлеризма».
В январе 1923 года французские войска, в ответ на задержки в выплате репараций со стороны Германии, оккупировали Рурский регион, что послужило началом так называемого Рурского конфликта. Немецкое правительство поддержало сопротивление местных жителей оккупантам. Следующие месяцы сопровождались гиперинфляцией. Это вызвало обнищание населения и увеличило число сторонников немецких коммунистов.
В Саксонии коммунистическая партия (КПГ) была особенно сильна, а СДПГ рассчитывала на альянс с коммунистами в саксонском парламенте. Одним из следствий этого было то, что вооруженные организации КПГ (военизированные пролетарские сотни) не были запрещены. Они проводили военные учения и накапливали оружие. Похожая ситуация была и в Тюрингии.

## Решение в Москве
Ситуация в Германии казалась сопоставимой с той, что была в России летом и осенью 1917 года. 21 августа 1923 года на заседании Политбюро ЦК РКП(б) прошло обсуждение ситуации, на котором было решено организовать вооружённое восстание в Германии. Скептицизм в предварительной переписке проявляли Иосиф Сталин и Карл Радек, который по иронии судьбы и стал первоисточником вспышки революционного энтузиазма в ЦК: именно он получил письмо от главы Германской компартии Генриха Брандлера с упреками в слабой поддержке. Однако Зиновьев и Бухарин, находившиеся в отпуске на Кавказе, восприняли сообщения Брандлера о кризисе в Германии как признак скорой революции, написали воодушевляющее письмо Брандлеру, а Зиновьев стал продвигать в ЦК идею о скорой революции и поддержки её всеми способами. Неизлечимо больной к тому моменту Ленин не играл уже при этом никакой роли. На прошедшем в конце сентября Пленуме ЦК решено было отправить в Германию «четверку» из Радека, Пятакова, Куйбышева, Рудзутака (двое последних под предлогом болезни так и не поехали, их заменили российским наркомом труда В. Шмидтом). В утвержденном 22 сентября постановлении указывалось, что «на основании имеющихся в ЦК материалов, в частности на основании писем товарищей, руководящих германской компартией, ЦК считает, что германский пролетариат стоит непосредственно перед решительными боями за власть». Отсюда делался вывод о том, что «вся работа, не только КПГ и РКП(б), но и всего Коммунистического интернационала должна сообразоваться с этим основным фактом». Зиновьев подоготовил тезисы о Германской революции, значительная часть которых была опубликована в «Правде» в сентябре-октябре 1921 года. Также эта газета вела огромную пропагандистскую кампанию, посвящая в течение нескольких недель новостям из Германии первые полосы и самые большие заголовки.
В сентябре 1923 года Исполнительный комитет Коминтерна принял окончательное решение о восстании. Планировалось вооружить около 60 тысяч рабочих в Саксонии и Тюрингии. В качестве главной угрозы восстанию рассматривались крайне правые силы в Баварии, а не рейхсвер. Советский посол в Берлине Николай Крестинский отвечал за финансирование восстания. Была назначена даже ориентировочная дата восстания — 9 ноября 1923 года. 20 октября военная комиссия ЦК РКП(б) разработала план мобилизации РККА на случай вооружённой помощи германскому пролетариату и создания для этой цели 20 новых дивизий.
Председатель КПГ Генрих Брандлер был активным сторонником восстания, в ряде писем практически в ультимативной форме требовал от ЦК РКП(б) помощи в его организации. Левые коммунисты, в том числе Рут Фишер и Эрнст Тельман, так же были изначально готовы к восстанию.

## Развитие событий

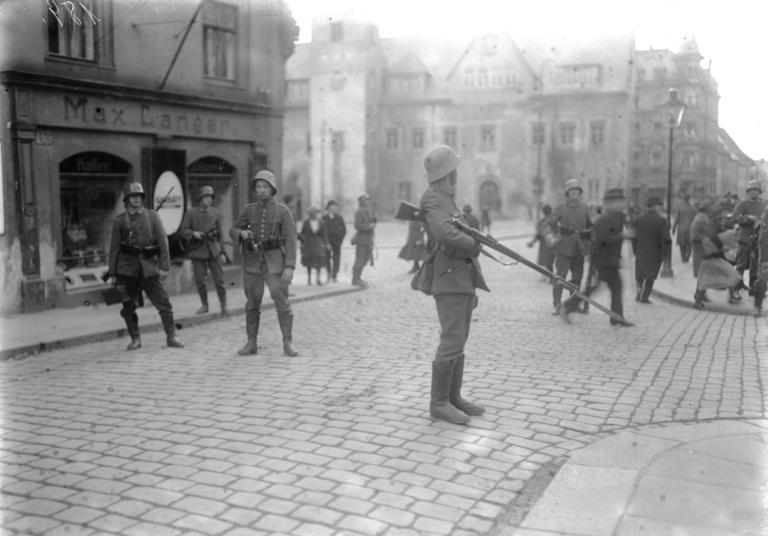
Противостояние рейхсвера и коммунистов в Саксонии

10 октября 1923 года коммунисты вошли в правительство Саксонии, однако им не удалось, как планировалось, получить в свои руки министерство внутренних дел, а соответственно и руководство полицией. Тем не менее, коммунисты получили посты министров финансов и экономики, а Генрих Брандлер стал главой государственной канцелярии саксонского правительства, возглавляемого социал-демократом Эрихом Цейгнером. 16 октября коммунисты также вошли в правительство Тюрингии.
13 октября 1923 года командующий войсками рейхсвера в Саксонии генерал Альфред Мюллер, который с 27 сентября также обладал исполнительной властью, запретил пролетарские сотни.
21 октября в Хемнице состоялась конференция рабочих. Если бы настроение на конференции было благоприятным, то была бы объявлена всеобщая забастовка, которая должна была перерасти в восстание. Однако конференция не поддержала Брандлера, потребовавшего проведения всеобщей забастовки. Министр труда Саксонии социал-демократ Граупе, присутствовавший на конференции, пригрозил разрывом правительственной коалиции, если коммунисты будут продолжать настаивать на своём требовании. Руководство КПГ во главе с Брандлером, опасаясь поражения, в последний момент решило отказаться от восстания. Только коммунисты Гамбурга, не зная об отмене восстания, 23 октября совершили попытку овладеть городом, их мятеж был подавлен войсками.
В Саксонии с 21 по 27 октября в различных городах происходили вооружённые столкновения армии с коммунистами. При этом рейхсвер действовал без каких-либо официальных распоряжений правительства Германии.